# Tadeusz Konwicki

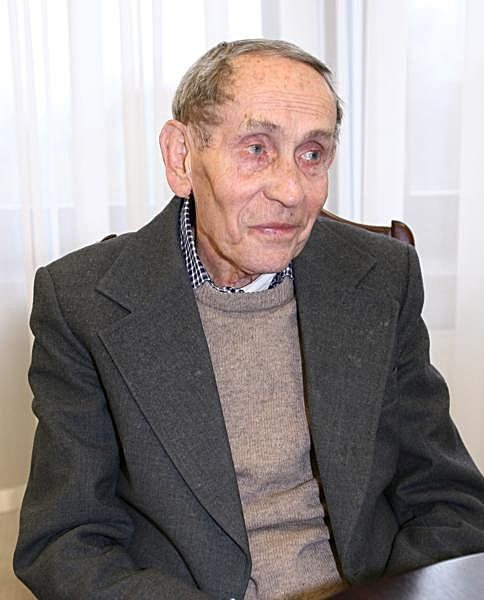
Tadeusz Konwicki (2008)

Tadeusz Konwicki (* 22. Juni 1926 in Nowa Wilejka, Zweite Polnische Republik (heute Litauen); † 7. Januar 2015 in Warschau, Polen) war ein polnischer Schriftsteller und Filmregisseur.

## Leben
Konwicki kam 1926 in der polnischen Stadt Nowa Wilejka zur Welt, die 1945 an Litauen überging und 1957 nach Vilnius eingemeindet wurde. Dort kämpfte er 1944 und 1945 als Partisan in der polnischen Heimatarmee.
Nach dem Ende des Krieges kam er nach Gliwice, dann nach Krakau, seit 1947 wohnte er in Warschau. Konwicki verfasste zunächst einige Romane im Geiste des Sozialistischen Realismus, während er später in metaphorisch-grotesker Weise vor allem die Erfahrungen von Krieg und Besatzung verarbeitete. Hinzu kamen Werke, in denen er ein lyrisches und mythologisiertes Bild der Heimat seiner Kindheit zeichnete, etwa 1974 in dem Roman Chronik einiger Liebesunfälle (poln. Kronika wypadków miłosnych), der von Andrzej Wajda 1986 verfilmt wurde. Ein weiterer Schwerpunkt seines Schaffens war die Darstellung des Verfalls moralischer Werte und sozialer Bindungen im totalitären Staat, beispielsweise in dem zunächst im Untergrund verlegten Roman Eine kleine Apokalypse (poln. Mała apokalipsa) von 1979, der von Constantin Costa-Gavras 1992 verfilmt wurde.
Konwicki gilt als einer der Mitbegründer des polnischen Autorenfilms. Auf der Grundlage eigener Drehbücher entstand zwischen 1957 und 1989 eine Reihe von Arbeiten. 1956 bis 1968 war er zudem Chefdramaturg des Filmstudios Kadr, das von Regisseur Jerzy Kawalerowicz gegründet wurde. 1966 erhielt er den Staatspreis Erster Klasse, 2002 den Preis des polnischen PEN-Clubs.

## Literarische Werke
- Rojsty (1948, erschienen 1956),
- Przy budowie (1950) (Dt.: Die neue Strecke, 1951)
- Władza (1954)
- Sennik współczesny (1963) (Dt.: Modernes Traumbuch, 1964)
- Wniebowstąpienie (1967) (Dt.: Auf der Spitze des Kulturpalastes, 1973)
- Nic albo nic (1971) (Dt.: Angst hat große Augen, 1973)
- Dziura w niebie (dt.: Das Himmelloch 1959)
- Kronika wypadków miłosnych (1974) (Dt.: Chronik der Liebesunfälle, 1978/1980)
- Kalendarz i klepsydra (1976)
- Wschody i zachody księżyca (1982)
- Nowy Świat i okolice (1986)
- Kompleks polski (dt.: Der Polnische Komplex 1977)
- Mała apokalipsa (1979) (Dt.: Die polnische Apokalypse, 1982)
- Rzeka podziemna, podziemne ptaki (1985)

## Filme
Drehbuch
- 1955: Karriere (Kariera)
- 1957: Der letzte Sommertag
- 1961: Mutter Johanna von den Engeln (Matka Joanna od aniołów)
- 1961: Allerseelen (Zaduszki) – auch Regie
- 1965: Salto – auch Regie
- 1965: Pharao
- 1965: Der Augenblick des Friedens, – Buch und Regie der 3. Episode Matura
- 1971: Wie fern, wie nah (Jak daleko stąd, jak blisko) – auch Regie
- 1982: Dolina Issy
- 1982: Austeria – Das Haus an der Grenze (Austeria)
- 1985: Chronik von Liebesunfällen (Kronika wypadków miłosnych)
- 1989: Lawa

Literarische Vorlage
- 1992: Die kleine Apokalypse (La petite apocalypse)